# Anabasis salsa
Anabasis salsa Markgr. – gatunek rośliny z rodziny szarłatowatych (Amaranthaceae Juss.). Występuje naturalnie w Kazachstanie, Mongolii, Rosji (południowo-zachodnia Syberia), wschodnim Kaukazie oraz zachodnich Chinach (północna część regionu autonomicznego Sinciang). 

## Morfologia
PokrójWiecznie zielony półkrzew dorastający do 10–20 cm wysokości. Pędy mają brązowoszarawą barwę.
LiścieMają równowąski kształt. Mierzą 2–5 mm długości. Blaszka liściowa jest o tępym lub ostrym wierzchołku.
KwiatyPojedyncze, rozwijają się w kątach pędów. Działki kielicha mają niemal okrągły kształt i dorastają do 1–2 mm długości.
OwoceNiełupki przybierające kształt pęcherzy, przez co sprawiają wrażenie jakby były napompowane. Mają jajowaty kształt i brązowożółtawą barwę.

## Biologia i ekologia
Rośnie na pustyniach i skarpach, na glebach o zasadowym odczynie.